# طاهرآباد (چایپاره)
طاهرآباد، روستایی است از توابع بخش حاجیلار شهرستان چایپاره در استان آذربایجان غربی ایران.

## جمعیت
این روستا در دهستان حاجیلار جنوبی قرار داشته و بر اساس سرشماری سال ۱۳۸۵ جمعیت آن ۲۲۶نفر (۳۹ خانوار) 
بوده است.